# لبدیسی رونده
لبدیسی رونده، لبدیسی گسترده، فرش منجوقی (نام علمی: Ajuga reptans) نام یک نوع بوته زینتی خزنده با سنبله‌های منار شکل و گل‌های ارغوانی یا بنفش کم رنگ گیاهی کوتاه قد و قوی و علفی و پایاست که سایه را دوست دارد اگر چه در آفتاب هم به خوبی رشد می‌کند. این بوته پوشش خوبی در سطح خاک مرطوب یا نم دار به وجود می‌آورد. به وسیله خزیدن یا روندگی گسترش پیدا می‌کنند. تکثیر و ازدیاد این گیاه از طریق تقسیم تودهٔ انبوه ریشهٔ بوته در زمستان یا کاشت بذر در بهار انجام می‌شود.

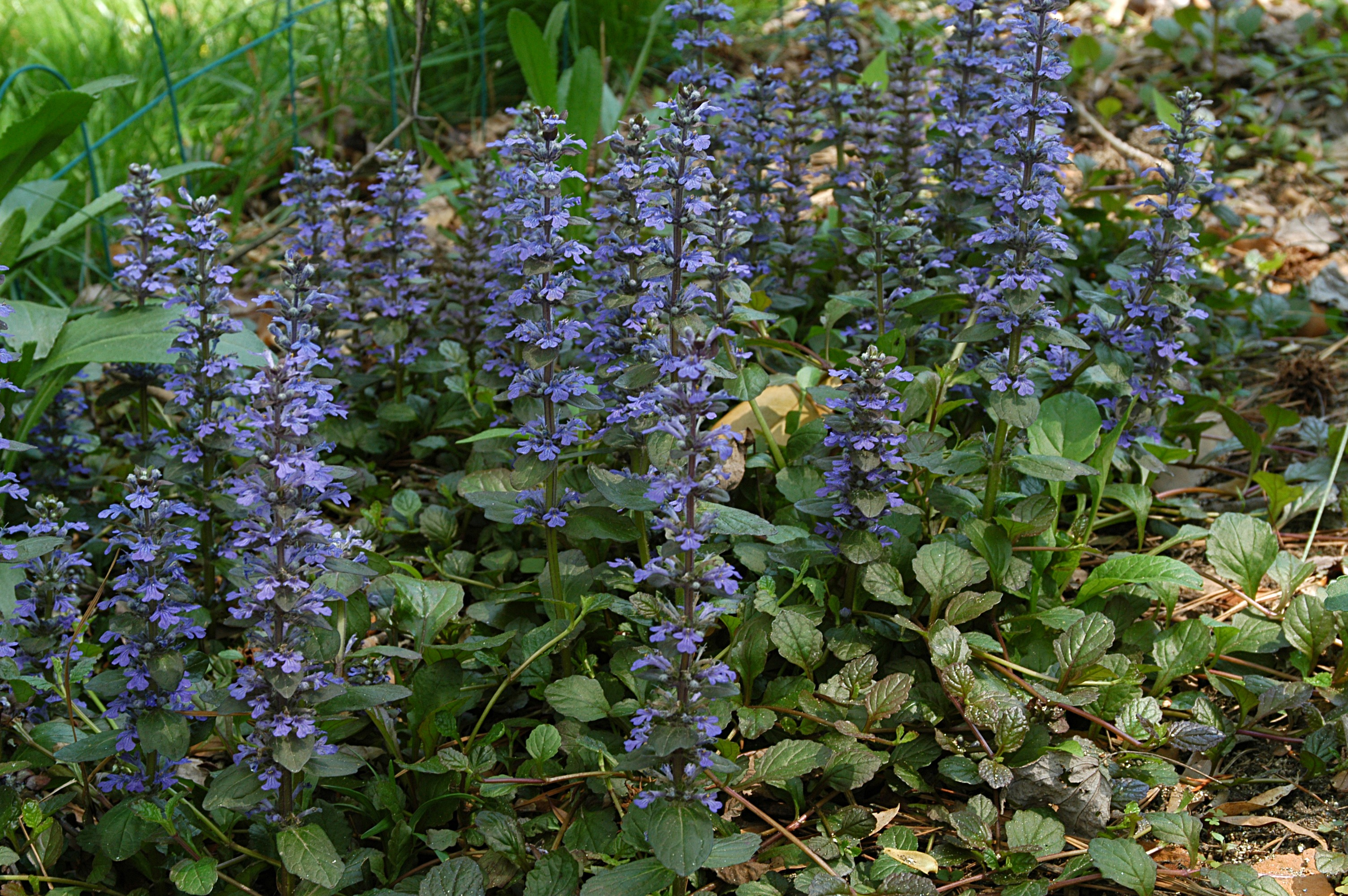
Ajuga reptans